# Walter Kohl (Schriftsteller)
Walter Kohl (* 8. Februar 1953 in Linz) ist österreichischer Schriftsteller.

## Leben
Kohl maturierte 1971 am Stiftsgymnasium Wilhering und studierte Betriebswirtschaft (ohne Abschluss). Er war von 1988 bis 1996 Oberösterreich-Korrespondent der Tageszeitung Die Presse und ist seit Ende 1996 freier Schriftsteller.

## Werke

### Audio
- Die Saugruft, Hörspiel, ORF Oberösterreich, gesendet am 19. Juni 1994.
- Good Hope, Hörspiel, ORF Oberösterreich, gesendet am 1. Oktober 2000.
- ritzen, Hörspiel, Produktion: TATKRAFT 2004. Sendung: Deutschlandradio Berlin (9. August 2004) und ORF-Ö1 (17. August 2004)

### Drama
- Sonst wird dich, Theaterstück, UA am 2. April 1995 am Landestheater Linz.
- Arbeit: Krokodilsbraut, Theaterstück, UA am 1. Mai 1995 in einer Linzer Straßenbahn.
- mit Rudolf Habringer: Dagi Delphin & die Skater, Jugendstück, UA am 8. Mai 1996 im Hof-Theater, Linz.
- Die Pyramiden von Hartheim, Theaterstück/Szenisches Oratorium, Musik: Herwig Strobl, UA am 4. Juni 1998 Atelierbühne Alkoven im Schloss Hartheim.
- mit Rudolf Habringer und Thomas Hinterberger: Hart.Heim.Suchung. Theaterprojekt mit geistig und körperlich behinderten Schauspielern, UA am 25. Februar 2000 in Hartheim, danach am Landestheater Linz.
- Katzengras, Theaterstück, UA am 19. Juli 2001 an der Grenzlandbühne Leopoldschlag.
- ritzen, Theaterstück, UA am 26. September 2002, Theater Vorpommern, Greifswald; österreichische EA 5. Mai 2006 Graz.
- ritzen, Performance, Februar 2002, Kampnagel, Hamburg.
- mit Thomas Hinterberger: Pia E. oder warum Gartenzwerge rote Mützen tragen, Theaterprojekt mit geistig und körperlich behinderten Schauspielern, UA am 15. Mai 2003 in Hartheim.
- Der große Rosengarten Schwindel, Theaterstück, UA am 20. Jänner 2005 am Theater Phönix, Linz.
- Der Schwärzer und seine Braut, Theaterstück, UA am 19. Februar 2005 in Kollerschlag, Oberösterreich.
- backup, Musical, Text Walter Kohl, Musik Jonathan Larson u. a., UA am 23. April 2005 im Alten Schlosshof Wels.
- Talfahrt, Theaterstück, UA am 1. Dezember 2006 im Kulturhaus Remise Bludenz.
- Telefonjoker, Theaterstück, UA am 10. November 2007 im Theater St. Leopold, Linz.

### Herausgeber
- mit Rudolf Habringer und Andreas Weber: Hinter dem Niemandsland – za zemi nikoho, Edition Geschichte der Heimat, Rainbach 2003.
- mit Rudolf Habringer: Mein Leben ist ein Roman: Alltagsgeschichten aus Oberösterreich, Bibliothek der Provinz, Weitra 2003, ISBN 3-85252-529-2.
- mit Andreas Weber: Erlebte Geschichte, Residenz, Salzburg 2004.
- mit Rudolf Habringer und Andreas Weber: Stifter reloaded, Picus Verlag, Wien 2005.
- mit Andreas Weber: Ritalin Baby, Bibliothek der Provinz, Weitra 2008.

### Veröffentlichungen (Auswahl)
- Katzengras. Edition Neunzig, Verlag Ennsthaler, Steyr 1993.
- Die Pyramiden von Hartheim – Euthanasie in Oberösterreich, Dokumentation, Edition Geschichte der Heimat, Rainbach 1997, ISBN 3-900943-51-6.
- Ich fühle mich nicht schuldig: Georg Renno, Euthanasiearzt, Paul Zsolnay Verlag, Wien 2000; Taschenbuch: Steidl-Verlag, Göttingen 2002.
- mit Linde Klement: Solange ich noch da bin, Foto-Essay, Bibliothek der Provinz, Weitra 2003.
- fuck off, Koff, Jugendroman, Oetinger-Verlag, Hamburg 2004.
- Senna lebt: Die Formel 1: Wie man Fan wird, ist und bleibt, Resistenz, Linz 2004, ISBN 3-85285-118-1.
- Good Hope, Bibliothek der Provinz, Weitra 2004.
- Auch auf dich wartet eine Mutter: Die Familie Langthaler inmitten der Mühlviertler Hasenjagd, Edition Geschichte der Heimat, Rainbach 2005.
- Die Poldi. Lebensgeschichte einer Linzer Arbeiterin, Edition Geschichte der Heimat, Rainbach 2006.
- Die dunklen Seiten des Planeten: Rudi Gelbard, der Kämpfer, Buchverlag Franz Steinmaßl, Grünbach 2008, ISBN 978-3-902427-56-4.
- Wie riecht Leben? Bericht aus einer Welt ohne Gerüche. Zsolnay-Verlag, Wien 2009, ISBN 978-3-552-05475-2.
- Das leere Land. Picus Verlag, 2011, ISBN 978-3-85452-675-9.
- Mutter gesucht. Die Geschichte dreier ungleicher Schwestern. Zsolnay Verlag, 2012, ISBN 978-3-552-05565-0.
- Ein Bild von Hilda als toter Mensch. Picus Verlag, 2015, ISBN 978-3-7117-5297-0
- Out Demons out – Ein Roman über die Edgar Broughton Band. Picus Verlag, 2017, ISBN 978-3-7117-2048-1.
- Ficken mit dem Klassenfeind. Schriftenstand-Verlag Nina Roiter, 2023, ISBN 978-3-903250-95-6.

## Preise und Auszeichnungen
- 2001: Stipendium Paul Maar des Kinder- und Jugendtheaterzentrums in Deutschland
- 2003: Mira-Lobe-Stipendium
- 2004: Ohrwurm, mit Steffen Moratz (Regie), für: Ritzen
- 2005: Österreichischer Jugendbuchpreis, für: fuck off, Koff
- 2013: Kulturpreis des Landes Oberösterreich